# Tetraborato di dilitio
Il tetraborato di dilitio è un sale di litio dell'acido tetraborico.
A temperatura ambiente si presenta come un solido bianco inodore.